# 麗·柏蒂塔
麗·柏蒂塔（Newwy Patitta，全名Newwy Patitta Attayatamavitaya，1986年8月26日—），泰國歌手及演員，父亲是华侨。因Youtube網站內上載的歌曲《Taam Sak Kum（問一下）》內甜美的樣貌及清新的聲線而吸引到大眾注意。

## 演出作品

### 電視劇
| 年份   | 片名    | 角色 | 合作 |
| 2009年 | เหลี่ยมรัก |      |      |